# Шахматов, Алексей Александрович
Алексе́й Алекса́ндрович Ша́хматов (5 (17) июня 1864, Нарва — 16 августа 1920, Петроград) — русский филолог, лингвист и историк, основоположник исторического изучения русского языка, древнерусского летописания и литературы. Академик Императорской Санкт-Петербургской АН, член Императорского православного палестинского общества. С 1 января 1901 года — действительный статский советник.

## Биография
Родился в дворянской семье Шахматовых Саратовской (Кумышской) ветви. Отец — Александр Алексеевич Шахматов, чиновник, юрист. Мать — Мария Фёдоровна, урождённая Козен. У Алексея Шахматова были три сестры: одна сводная — Наталья Александровна и две единоутробных — Евгения (в замужестве Масальская) и Ольга. Родители в 1871 году умерли, и троих малолетних детей, Евгению, Алексея и Ольгу, взял на воспитание в свою семью дядя Алексей Алексеевич Шахматов. Поэтому некоторое время Алексей жил в деревне Губаревке Саратовской губернии, где с ним занимался дядя, некогда закончивший Гейдельбергский университет.
В 1874—1878 годах учился в гимназии Креймана, затем перешёл в 5-й класс 4-й московской гимназии. Ещё в 1878 году, гимназистом, написал статью о происхождении языков и представил её профессорам Императорского Московского университета В. Ф. Миллеру, Н. И. Стороженко и Ф. Ф. Фортунатову. Именно Фортунатов пригласил Шахматова в 1882 году на защиту А. И. Соболевским магистерской диссертации, посвящённой системе фонем праславянского языка, где Шахматов выступил с убедительной критикой некоторых важных положений доклада, вызвав сильную долголетнюю неприязнь Соболевского.
В гимназии Шахматов увлекался коллекционированием слов. В письмах домой он замечал: «Если Вам интересно, можете посмотреть на мой филологический бюджет за эту неделю, т.-е. приход и расход: у отца ученика 4-го класса я купил за 50 санскритских слов и за 3 готских слова — 60 исландских. За 40 персидских слов и 8 арабских — 50 финских и литовских. У дяди ученика 3-го класса я купил за 257 древнегерманских слов — 60 редких готских слов. За 641 санскритское — еврейскую азбуку и готские спряжения и склонения. За 70 кельтских — 340 санскритских, ещё не всех выданных.»
Окончив гимназию с серебряной медалью, в 1883 году поступил на историко-филологический факультет Императорского Московского университета. В 1884 году в «Исследованиях по русскому языку» была опубликована первая статья: «Исследования о языке новгородских грамот XIII и XIV вв.».
К моменту окончания университета в 1887 году подготовил выпускное кандидатское сочинение на тему: «О долготе и ударении в общеславянском языке». Оставлен при университете для приготовления к профессорскому званию по кафедре русского языка и словесности. В 1890 году, сдав магистерский экзамен, получил звание приват-доцента и начал читать курс истории русского языка в Императорском Московском университете. Однако, едва приступив к преподавательской деятельности, Шахматов принял неожиданное решение оставить науку и уехать к родственникам в саратовскую деревню. Уже из Саратова в одном из писем к своему учителю Ф. Ф. Фортунатову Шахматов признался, что заинтересовался современным крестьянским управлением и теперь полагает всю свою душу в работе на благо окружающего его сельского населения. Для этого 1 июля 1891 года он занял должность земского начальника и в течение двух лет активно участвовал в хозяйственной жизни уезда. Во время эпидемии холеры весной 1892 года содействовал организации медицинской помощи, хлопотал о командировании в волость нескольких сестёр милосердия и фельдшеров.
В 1892 году возобновил работу над магистерской диссертацией «Исследования в области русской фонетики», защита которой состоялась в Императорском Московском университете 12 марта 1894 года (оппоненты: Р. Ф. Брандт, Ф. Е. Корш и В. Ф. Миллер). По результатам защиты Шахматову была сразу присуждена степень доктора русского языка и словесности, а в ноябре того же года по представлению академиков А. Ф. Бычкова и И. В. Ягича он был избран адъюнктом Академии наук. 3 мая 1897 года избран экстраординарным академиком, 4 декабря 1899 года — ординарным. С 1899 по 1920 год — директор I (Русского) отделения Библиотеки Академии наук (БАН).
После смерти академика Я. К. Грота взял на себя составление первого нормативного словаря русского языка. С 1898 года 34-летний Шахматов — член Правления Академии наук, самый молодой с XVIII века. С 1906 года — председательствующий в Отделении русского языка и словесности академии.
С 1908 года — приват-доцент, с 1910 — сверхштатный ординарный профессор кафедры русского языка и русской литературы историко-филологического факультета Санкт-Петербургского университета.
Член Конституционно-демократической партии (1905), с 1906 года — член Государственного совета от академической курии. Участвовал в подготовке реформы русской орфографии, осуществлённой в 1917—1918 годах.

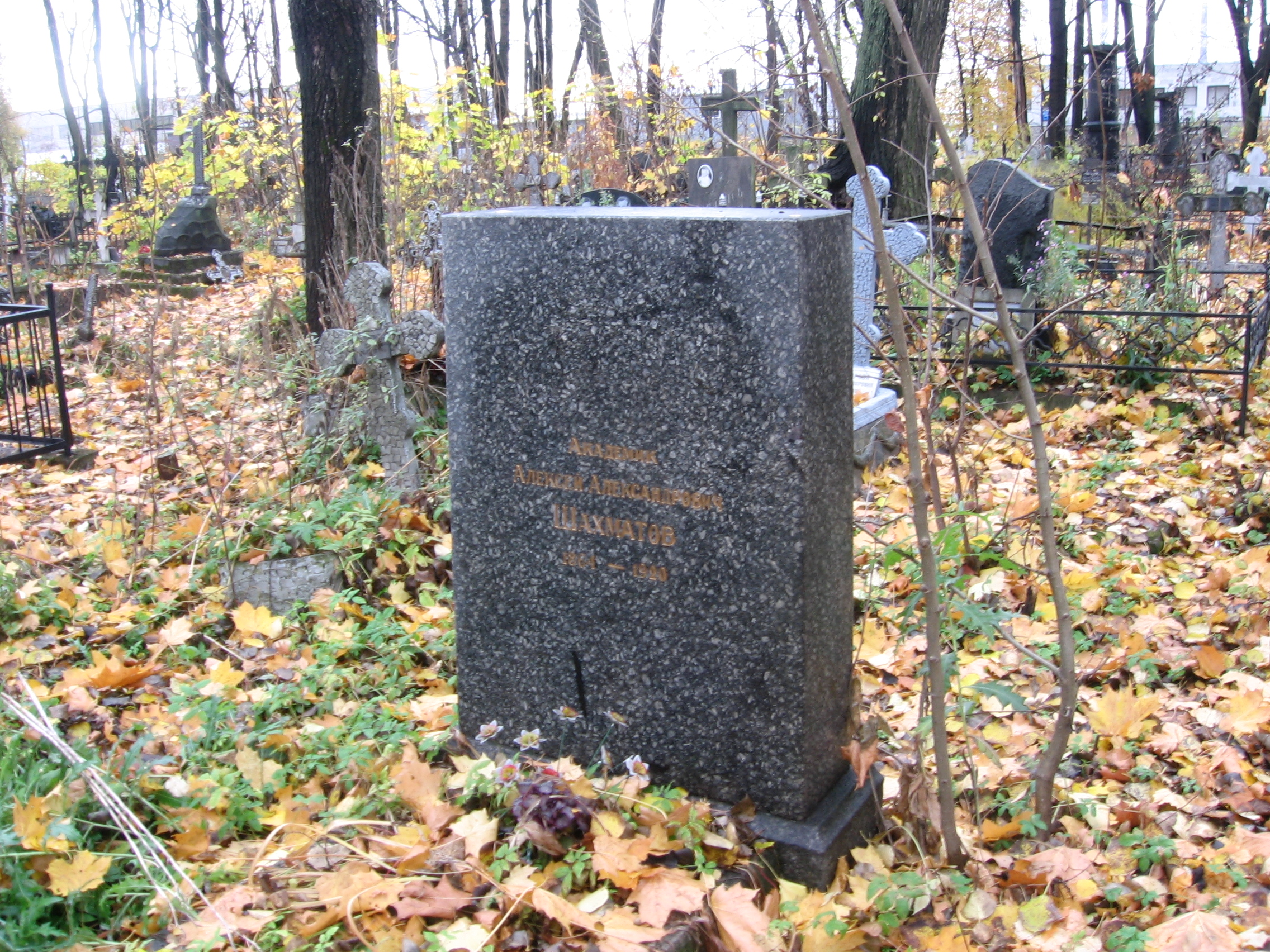
Надгробие А. А. Шахматова на Волковском кладбище

23 июля 1920 года состоялось последнее заседание ОРЯС, на котором председательствовал Шахматов. Умер от воспаления брюшины в Петрограде 16 августа 1920 года. Похоронен на Смоленском православном кладбище. Позднее его прах перенесён на Волковское кладбище.

## Научная деятельность
Под председательством А. А. Шахматова Отделение русского языка и словесности Императорской Академии наук сотрудничало с:
- К. Я. Гротом (1853—1934), сыном Я. К. Грота, готовившим к опубликованию труды своего отца;
- В. Н. Бенешевичем (1874—1934), собиравшим многие годы документы по истории римско-византийского права в рукописных хранилищах различных стран и оплатило его научную поездку на о. Патмос (1901—1902) и на Синайский полуостров (1907), где Бенешевич сфотографировал рукописи в монастыре Святой Екатерины;
- норвежским славистом Олафом Броком (1867—1961), изучавшим русские диалекты;
- серболужским учёным Э. К. Муком (1854—1932), который подготовил Словарь сербско-лужского языка, для которого Шахматов добился от Государственной думы специального ассигнования на его опубликование.
- В. Д. Бонч-Бруевичем, изучавшим русское сектантство.

В 1910 годы Отделение русского языка и словесности стало центром филологии в России. По инициативе Шахматова Академия наук издала монографии, словари, материалы и исследования по кашубскому, полабскому, лужицкому, польскому, сербскому, словенскому языкам. В 1897 году Шахматов возглавил работу над академическим словарём русского языка. Отделение взяло под свою опеку реформу правописания, принятую лишь Временным правительством.
После работ Шахматова любое исследование по истории Древней Руси опирается на его выводы. Учёный заложил основы древнерусской текстологии как науки.
Особенно большой вклад исследователь внёс в разработку текстологии древнерусского летописания, в частности, «Повести временных лет». Сличение различных редакций данного памятника позволило Шахматову прийти к выводу о том, что дошедший до нас текст по происхождению многослоен и имеет несколько стадий формирования. Логические нестыковки, текстовые вставки, разрывающие связный текст, отсутствующие в Новгородской первой летописи, по мысли Шахматова, являются свидетельством существования гипотетического «Начального свода», созданного приблизительно в 90-х годах XI века. Например, в тексте Новгородской первой летописи отсутствуют договоры Руси с греками X века, а также все прямые цитаты из греческой Хроники Георгия Ама́ртола, которой пользовался составитель «Повести временных лет».
При дальнейшем изучении «Начального свода» Шахматов обнаружил другие логические несоответствия. Из этого делался вывод о том, что и в основе «Начального свода» лежала некая летопись, составленная между 977 и 1044 годами, которую исследователь назвал «Древнейшим сводом». «Сказания о призвании варягов», согласно Шахматову, в «Древнейшем своде» ещё не было. В своём исследовании «Сказание о призвании варягов» Шахматов писал, что рассказ о призвании варягов — поздняя вставка, составленная летописцами из нескольких северорусских преданий, подвергнутых ими глубокой переработке. А. А. Шахматов считал Сказание о русской грамоте частью не дошедшего до нас западнославянского исторического сочинения, другие части которого отразились в Повести временных лет в начальном фрагменте о расселении славянских народов и в Сказании о преложении книг под 898 годом. Вставку в Повесть временных лет сделал, по мнению А. А. Шахматова, Сильвестр в 1116 году. Предполагаемое западно-славянское (великоморавское) сочинение, которое летописец использовал в качестве историко-литературного источника в недатированной начальной части «Повести временных лет» и в её повествовании под 6406/898 годом, Шахматов назвал «Сказанием о преложении книг на словенский язык» («Сказанием о начале славянской грамоты»). Н. К. Никольский, поддержавший гипотезу А. А. Шахматова, предположил, что реконструированное «Сказание» было обрывком первоначальной киевской летописи. А. А. Шахматов предположил моравское происхождение известий «Повести временных лет» о начале расселения угров-венгров в Паннонии, проследив их прямую композиционную и содержательную связь со «Сказанием». Сходство «Сказания» с «Легендой Кристиана» в тех местах, где оно расходится с каноническими житиями Кирилла и Мефодия, объясняется тем, что книжники использовали какую-то славянскую компиляцию из латинских легенд, написанную глаголицей. Шахматов считал, что Корсунская легенда о крещении Владимира существовала отдельно и была включена в летопись уже после создания основного текста. Этим объясняются повторы, обрывы в изложении и нелогичности в Новгородском своде и «Повести временных лет». По мнению историка Татьяны Вилкул, многие из идей, которые были приписаны Шахматову, выдвигались его предшественниками.
Шахматов выводил восточнославянские языки от «общедревнерусского» языка, дезинтеграция которого была задержана интеграционными процессами, связанными с государственным единством в рамках Киевской Руси.
После смерти учёного в 1925—1927 годах был издан во многом нетрадиционный «Синтаксис русского языка», оказавший значительное влияние на развитие синтаксической теории в России, в котором Шахматов впервые сделал попытку выявить систему в огромном разнообразии синтаксических конструкций русского языка.
Среди учеников А. А. Шахматова: Д. К. Зеленин, российский и советский этнограф, член-корреспондент АН СССР; Г. А. Ильинский, русский и советский филолог-славист, историк и археограф, член-корреспондент РАН, С. П. Обнорский, российский и советский лингвист-русист, действительный член АН СССР; М. Д. Присёлков, российский и советский историк; М. Фасмер, русский и немецкий лингвист-славист, автор «Этимологического словаря русского языка» в 3-х томах (Russisches etymologisches Wörterbuch); С. Г. Бархударов, лингвист, редактор многотомного «Словаря русского литературного языка», член-корреспондент АН СССР; Д. В. Бубрих, основатель советского угроведения, член-корреспондент АН СССР; В. Л. Комарович, М. Г. Долобко.

### Труды по украинскому языку
Алексей Шахматов — один из авторов двухтомника «Украинскій народъ в его прошломъ и настоящемъ» (Украинский народ в его прошлом и настоящем) (1914—1916), созданного по предложению М. С. Грушевского, крупного украинского историка. В его написании принимали участие такие известные учёные, как С. Л. Рудницкий, А. А. Русов, В. Ю. Охримович, С. Т. Томашевский, Ф. Волков, П. С. Ефименко. В 1905 году участвовал в написании декларации Императорско Санкт-Петербургской АН «Про отмену ограничений малорусского печатного слова» (1905), автор подробных рецензий на грамматики украинского языка А. Крымского и С. Смаль-Стоцкого, словарь украинского языка Б. Гринченко.
Переписывался с многими украинским филологами и историками (Б. Д. Гринченко, М. С. Грушевским П. И. Житецким, Д. Н. Овсянико-Куликовским, В. Н. Перетцем, Н. И. Петровым, П. Я. Стебницким, А. И. Степовичем, И. М. Стешенко, Н. Ф. Сумцовым, Т. Д. Флоринским и др.), решая различные научно-организационные вопросы.
Алексей Александрович с интересом и сочувствием относился к развитию украинской литературы и украинского языка, но скептически высказывался по отношению к стремлению деятелей «украинского движения» к отделению малорусской народности от единого русского народа, по российским этнографическим представлениям того времени подразделявшегося на белорусов, великороссов и малороссов.

Где же та русская народность, о которой мы говорили выше и которую хотели признать естественною носительницей и представительницей государственных интересов? Признаем ли мы такою русскою народностью только великорусскую? Не будет ли это признание тяжким преступлением против государства, созданного и выношенного всем русским племенем в его совокупности? Решение объявить «инородцами» малорусов и белорусов не умалит ли самое значение русской народности в нашем государстве, вводя его в сравнительно тесные пределы Московского государства XVI—XVII вв.?— А. Шахматов. О государственных задачах русского народа в связи с национальными задачами племён, населяющих Россию. «Московский журнал», 1999 г., № 9.
Шахматов, в отличие от других русских филологов — Соболевского, Флоринского, Ягича, Корша и др., видел причиной стремления части украинской интеллигенции к обособлению не идейные и политические аспекты, а реакцию на запретительные меры по отношению к украинскому языку.

### Фольклорист-диалектолог и этнограф
Впервые Шахматов сделал фольклорные записи в диалектологической поездке по Олонецкому краю в 1884 году. Записи включали 71 сказку, 11 былин, 2 духовных стиха, 30 загадок, а также свадебные песни и причеты. Учёный выбрал Олонецкий край из-за его отдалённости, надеясь найти обособленный говор, в котором бы чётко проявлялись его диалектологические особенности. Своей поездкой он продолжил исследования известных фольклористов П. Н. Рыбникова и А. Ф. Гильфердинга, собравших интересные сведения по диалектологии, и историка русского языка М. А. Колосова, записавшего много сказок, свадебных и игровых песен. За два летних месяца (июль и август), Шахматов посетил Заонежье, Кондопожскую, Великогубскую, Шунгскую и Толвуйскую волости. Часть сказок была опубликована в «Записках Русского географического общества». Собранный в поездке диалектологический материал Шахматов использовал в «Исследовании о языке новгородских грамот», в диссертации «Исследования в области русской фонетики» и в некоторых других статьях. Лексический материал стал ценным вкладом в «Словарь областного олонецкого наречия в его бытовом и этнографическом применении», составленном Г. И. Куликовским.

## Участие в научных обществах и организациях
Член Сербской академии наук (1904), доктор философии Пражского (1909) и Берлинского университетов (1910), член-корреспондент Краковской академии наук (1910), почётный член Витебской учёной архивной комиссии, Русского библиологического общества (1900), Археографической комиссии.
Действительный член Общества любителей российской словесности (Москва) с 18 мая 1899 года, почётный член — с 11 апреля 1909 года. Член Русского Географического общества с 1896 года, председатель (и. о.) Отделения этнографии РГО с 30 ноября 1912 года по 1915 год. Почётный член Саратовской губернской учёной комиссии, для которой написал устав и заручился «августейшим покровительством» Президента Академии наук великого князя Константина Константиновича. Один из основателей Российского Этнографического музея (1905). Член Сказочной комиссии Отделения этнографии Российского Географического общества (ноябрь,1896). Член Научного Товарищества им. Тараса Шевченко (Львов). С 1911 года — действительный член Финно-угорского общества в г. Гельсингфорс.

## Награды
30 августа 1893 года — орден Святого Станислава 3-й степени; 14 мая 1896 года — орден Святого Станислава 2-й степени; 1897 год — медаль в память царствования Императора Александра III для ношения на груди на ленте ордена Святого Александра Невского; 1 января 1903 года — орден Святого Владимира 3-й степени; 1 января 1906 года — орден Святого Станислава 1-й степени.

## Семья
Отец — Александр Алексеевич Шахматов (1828—1871) — выпускник Петербургского училища правоведения. Сенатор (1868), тайный советник.
Мать — Мария Фёдоровна Козен (1838—1870) — выпускница Екатерининского женского института в Петербурге.
Сестра — Евгения Александровна Шахматова (1862—1940), в замуж. Масальская-Сурина. Автор воспоминаний о А. А. Шахматове («Воспоминания о моём брате») и книги «История с географией», написанной как продолжение семейной хроники.
Жена — Наталья Александровна (урождённая Градовская; 1870—1940) — дочь известного петербургского профессора истории А. Д. Градовского, племянница авиастроителя М. В. Шидловского. До войны жила в Ленинграде.
- Сын — Александр Алексеевич (1898—1910) из-за туберкулёзного менингита был прикован к постели. В дневнике за 16 июля 1901 года Шахматов записал: «Саша наш всё плох, хотя вырос и цветёт, но сидеть не может и сознания настоящего нет. Страшно подумать.» (РГАЛИ, ф. 318, оп.1. ед. хр. 91)[49].
- Дочь — Ольга Алексеевна Шахматова-Копылова (1897—1942). Умерла в блокадном Ленинграде. Место захоронения: неизвестно[50]. Её бывший муж, Николай Антонович Копылов (1886—1937), инженер-гидролог, профессор географического факультета Ленинградского государственного университета, был репрессирован[51][52].
- Дочь — София Алексеевна Коплан-Шахматова (1901 — январь, 1942) — сотрудница Архива АН СССР; умерла от голода в блокадном Ленинграде вместе с 16-летним сыном Алексеем (1925 — январь, 1942). Место захоронения: Серафимовское кладбище[53][54]. Её муж — Борис Иванович Коплан, литературовед, был репрессирован[55].
- Дочь — Екатерина Алексеевна Шахматова (1903—1941, декабрь), библиотекарь, работала в Научной библиотеке ЛГУ[56], умерла в блокадном Ленинграде от голода. Место захоронения неизвестно[57][58].

В Государственном архиве Саратовской области (ГАСО) среди прочих документов хранятся данные о членах семейства Шахматовых, начиная с Алексея Тихоновича (умер до 1749), майора саратовских конных солдат (ед. хранения — 4, 1711 год).

## Память
В честь Шахматова в ноябре 1971 года одна из улиц Петергофа была названа его именем.
Российской академией наук с 1994 года за выдающиеся работы в области источниковедения, текстологии, языкознания присуждается Премия имени А. А. Шахматова.

## Критика
Известен случай, когда историк Истрин жёстко раскритиковал Шахматова, за то, что тот, заимствуя его идеи, не ссылался на его работы.

## Основные работы
- Zur Kritik der altrussischen Texte // Archiv für slavische Philologie. — Berlin, 1881. — S. 613—623.
- Zur Textkritik des Codex Sviatoslav vom J. 1073 nach der photolithographishen Ausgabe // Archiv für slavische Philologie. — Berlin, 1882. — S. 590—597.
- Beiträge zur russischen Grammatik // Archiv für slavische Philologie. — Berlin, 1883. — S. 57—77.
- Исследование о языке новгородских грамот XIII и XIV века / А. Шахматов. — Санкт-Петербург: тип. Имп. Акад. наук, 1886. — [2], 131—285 с.
- Программа для собирания особенностей народных говоров. — Ярославль, 1887. — 20 с.
- К истории сербско-хорватских ударений / А. Шахматов. — Варшава: тип.М. Земкевича, 1888. — [2], 71 с.
- Русский язык: Лекции, читанные в Имп. Моск. ун-те пр. доц. Шахматовым 1890—1891 акад. г.— [Москва]: Лит. г-жи Александровской, [1890]. — [2],180 с.
- Исследование о Несторовой летописи (1890)
- О сочинениях преподобного Нестора (1890)
- Исследования в области русской фонетики. — Варшава: тип. Варшав. учеб. окр., 1893. — [2], 318, II с.; 24[62].
- Несколько слов о Несторовом Житии Феодосия / Сообщил А. А. Шахматов. — Санкт-Петербург: тип. Имп. Акад. Наук, 1896. — [2], 20 с.
- Древнейшие редакции Повести временных лет (1897)
- Исходная точка летосчисления Повести временных лет (1897)
- Киевско-Печерский патерик и Печерская летопись. 1/2. А. А. Шахматов. — СПб.: тип. Имп. акад. наук, 1897. — 50 с. — Отд. отт. из «Изв. Отд-ния рус. яз. и словесн. Имп. АН», т. 2 (1897 г.), кн. 3, с. 795—844[63].
- О Начальном Киевском летописном своде: Исслед. А. А. Шахматова. 1—3. — Москва : Имп. О-во истории и древностей российских, 1897. — [2], 58 с
- Хронология древнейших русских летописных сводов (1897)
- Житие Антония и Печерская летопись / Журнал Министерства народного просвещения. Седьмое десятилетие. Часть CCCXVI. 1898. Март. С.-Петербург. Типография «В. С. Балашев» и К®. Наб. Фонтанки, 95. 1898. С. 106—149[64]
- Отзыв о сочинении: Eugen Ščepkin: «Zur Nestorfrage» / А. А. Шахматов. — СПб.: тип. Имп. акад. наук, 1898. — 15 с.[65]
- К истории ударений в славянских языках / А. А. Шахматов. — Санкт-Петербург: тип. Акад. наук, 1898. — [2], 34 с.
- К вопросу об образовании русских наречий и русских народностей (1899)
- Начальный Киевский летописный свод и его источники (1900)
- Исследование о двинских грамотах XV века / А. А. Шахматов. — СПб : [Тип. Имп. акад. наук], 1903. — 2 т. — (Исследование по русскому языку)[66].
- Один из источников летописного сказания о крещении Владимира / А. А. Шахматов. — Харьков: электр. типолитогр. С. А. Шмерковича, 1904. — С. 63—74. — Отд. отт. из сб. ст. по славяноведению, посвящ. проф. М. С. Дринову[67].
- Ермолинская летопись и Ростовский владычный свод. 1/5 / А. А. Шахматов. — СПб.: тип. Имп. акад. наук, 1904. — 83 с. — Отд. отт. из «Изв. Отд-ния рус. яз. и словесн. Имп. акад. наук», т. 8 (1903 г.), кн. 4, с. 72—96, т. 9 (1904 г.), кн. 1, с. 366—423[68].
- Сказание о призвании варягов: (Посвящается памяти А. Н. Пыпина) / А. А. Шахматов. — СПб.: тип. Имп. АН,1904. — [3], 82 с. — Отд. отт. из Изв. Отд-ния рус. яз. и словесности Имп. АН, т. 9 (1904 г.), кн. 4, с. 284—365[69].
- По поводу реформы русского правописания. — Правительственный вестник, 1904, № 93.
- Корсунская легенда о крещении Владимира. — Тип. Император. академии наук: Тип. Император. академии наук, 1908. — 136 с.[70]
- Мстислав Лютый в русской поэзии : (Из XVIII т. Сб. Харьковского ист.-филол. о-ва, изданного в честь проф. Н. С. Сумцова) / А. Шахматов. — Харьков: тип. «Печатное дело», 1908. — 12 с.[71]
- Разыскания о древнейших русских летописных сводах: [С прил. 2 вариантов текста Начала земли Русьсте] / А. А. Шахматов. — Санкт-Петербург : Тип. М. А. Александрова, 1908. — XX, 687 с., 1 л. табл. — Отт. из т. 20 «Летописи занятий Археогр. комис.»[72]
- История русского летописания [Text] / А. А. Шахматов. — СПб.: Типография М. А. Александрова, 1908. — 687 с. — Библиогр. в подстрочных прим.
- Предисловие к Начальному киевскому своду и Несторова летопись / А. А. Шахматов. — СПб. : тип. Имп. акад. наук, 1908. — [2], 58 с. — Отд. отт. из «Изв. Отд-ния рус. яз. и словесн. Имп. АН», т. 13 (1908 г.), кн. 1, с. 213—270[73].
- Сказание о преложении книг на словенский язык / [А. Шахматов]. — Berlin: Weidmannsche buchhandlung, 1908. — [2], 173—188 с.
- Мордовский этнографический сборник: В прил.: Описание села Оркина Сарат. уезда А. Н. Минха / Сост. А. А. Шахматовым. — Санкт-Петербург: тип. Имп. Акад. наук, 1910. — [2], X, 848 с.
- Заметка о составлении Радзивилловского (Кенигсбергского) списка летописи / А. А. Шахматов. — Москва: типо-лит. т-ва И. Н. Кушнерев и К°, 1913. — [2], 7 с.
- К вопросу о древнейших славяно-кельтских отношениях: Ст. акад. А. А. Шахматова. — Казань: Типо-лит. Имп. ун-та, 1912. — 54 с.; 24.
- Несторова летопись (1913—1914)
- Нестор летописец (1914)
- Повесть временных лет. Т. 1. Вводная часть. Текст. Примечания / А. А. Шахматов. Петроград: издание Археографической комиссии, 1916 — VIII, LXXX, — 403 с.[74]
- Киевский Начальный свод 1095 г.
- К вопросу о польском влиянии на русские говоры: Оттиск из «Русск. филологич. вестника» / А. А. Шахматов. — Варшава: тип. Варш. учеб. округа, 1912. — 11 с.[75]
- Очерк современного русского литературного языка: (курс, читанный в С.-Петербургском университете в 1911—12 уч. г.) / академик А. А. Шахматов; издание Студенческого издательского комитета при Историко-филологическом факультете СПб. университета. — С.-Петербург: литография Богданова Эртелев П. Т., 1913. — 297, [7] с.[76]
- Энциклопедия славянской филологии / Отд-ние рус. яз. и словесности Императ. акад. наук; под ред. И. В. Ягича. — СПб., 1908—1915. Вып. 11.1: Очерк древнейшего периода истории русского языка / [сост. и] введ. А. А. Шахматов. — 1915. — L, 367, [6][77]
- Введение в курс истории русского языка. Часть 1: Исторический процесс образования русских племен и народностей (1916). Архивировано 28 мая 2018 года.
- Отзыв о сочинении П. Л. Маштакова: «Списки рек Днепровского бассейна», составленный академиком А. А. Шахматовым. Петроград, 1916.
- Заметки по истории звуков лужицких языков: По поводу книги Л. В. Щербы: «Восточно-лужицкое наречие. Т. 1. (С прил. текстов). Петроград. 1915» / А. А. Шахматов. — Петроград: тип. Имп. акад. наук, 1917. — 40 с.[78]
- Заметка объ языке волжскихъ болгаръ; Турунъ-тудунъ: (Ещё пример турко-булгарскаго ротацизма) / А. А. Шахаматов; А. Н. Самойлович. — Петроград: [б. и.], 1918 (тип. Рос. акад. наук). — [6] с.
- Древнейшие судьбы русского племени / А. А. Шахматов. — Пг.: [2-я Гос. тип.], 1919. — 64 с.[79]
- Нариси з історії української мови та хрестоматія з пам’ятників письменської старо-українщини XI—XVIII в.в. / О. Шахматов, А. Кримський. — Київ: Друкар, 1922. — 182, [2] c.[80]
- Синтаксис русского языка / А. А. Шахматов; [под редакцией и с примечаниями Е. Истриной]. — Ленинград: Российская государственная академическая типография. Вып. 1: Учение о предложении и о словосочетаниях. — 1925. — 441 с.[81]
- Синтаксис русского языка / А. А. Шахматов; [под редакцией и с примечаниями Е. Истриной]. — Ленинград: Российская государственная академическая типография. Вып. 2: Учение о частях речи: дополнения. — издательство Академии Наук СССР, 1927. — IV, 213 с.[82]
- Обозрение русских Летописных Сводов XIV‒XVI вв. / Отв. ред.: А. С. Орлов, Б. Д. Греков. Институт литературы АН СССР. — Москва; Ленинград: Изд-во АН СССР, 1938. — 373 с.[83]